# АЭС Джинна
АЭС Джинна (Роберт Эммет Джинна) (англ. Ginna nuclear power plant) — действующая атомная электростанция на северо-востоке США.
Станция расположена на берегу озера Онтарио в округе Уэйн штата Нью-Йорк.
Названа по имени Роберта Эммета Джинны (Robert Emmett Ginna; 1902—1996) — исполнительного директора Rochester Gas and Electric (ныне входит в группу AVANGRID. Inc) в 1957—1968 гг., одного из инициаторов (вместе с шестью энергетическими компаниями США) создания Impire State Atomic Development Associates, которая занимается исследованиями в области ядерной энергетики в США. Организатор и руководитель строительства этой АЭС.

## Информация об энергоблоках
| Энергоблок | Тип реакторов   | Мощность | Мощность | Начало строительства | Физпуск    | Подключение к сети | Ввод в эксплуатацию | Закрытие |
| Энергоблок | Тип реакторов   | Чистый   | Брутто   | Начало строительства | Физпуск    | Подключение к сети | Ввод в эксплуатацию | Закрытие |
| ---------- | --------------- | -------- | -------- | -------------------- | ---------- | ------------------ | ------------------- | -------- |
| Джинна     | PWR, W (2-loop) | 580 МВт  | 608 МВт  | 25.04.1966           | 08.11.1969 | 02.12.1969         | 01.07.1970          | —        |